# Alviken, Västervik
Alviken, före detta mindre herrgård i Gladhammars socken i Västerviks kommun. Den är belägen vid sjön Kvännaren strax utanför Västervik, med anor från 1500-talet. Den hette från början Qvennarhagen och Ekhagen. Den ägdes fram till 1912 av premierlöjtnanten Carl Fredrik Tenger som var inom flottan. Han var också riksdagsman från Västervik och en välkänd västerviksprofil på sin tid.
Idag ägs gården Alviken av släkten Rosander som började med Lantbrukare Karl Rosander år 1913.